# Локомотив-Спартак
Локомотив-Спартак е бивш стадион в Пловдив. Стадионът е построен на мястото на игрище „Левски“ в периода 1941-1942, и е открит официално на 11 юли 1943 г. Намирал се е в района на Сточна гара, , разположен на запад от бул. „Найчо Цанов“ между сегашните улици „Антон Папазов“ и „Дон“. Това е първият стадион в Пловдив разполагащ с масивни трибуни. В края на 1950-те е разрушен за разширяването на булеварда и на гара Пловдив-разпределителна.